# Ceropegia dichotoma
Ceropegia dichotoma är en oleanderväxtart. Ceropegia dichotoma ingår i släktet Ceropegia och familjen oleanderväxter.

## Underarter
Arten delas in i följande underarter:
- C. d. dichotoma
- C. d. krainzii